# Докмир
Докмир је насеље у Србији у општини Уб у Колубарском округу. Према попису из 2022. било је 336 становникa. У селу се налази Манастир Докмир, који припада Епархији ваљевској СПЦ.

## Историја
Најстарији помен селу Докмир је забележен у турском попису (тефтеру) за хиџретску 934. годину, тј. 1527/1528. годину по садашњем рачунању времена.

Транскрибован на модерни турски, са османске арабице, унос са 237. странице тефтера TD 144 је гласио овако:
Dokmir karye, Valyeva nahiye - Село Докмир, Нахија Ваљево

## Демографија
У насељу Докмир живи 463 пунолетна становника, а просечна старост становништва износи 43,2 година (41,8 код мушкараца и 44,7 код жена). У насељу има 191 домаћинство, а просечан број чланова по домаћинству је 2,88.
Ово насеље је великим делом насељено Србима (према попису из 2002. године), а у последња три пописа, примећен је пад у броју становника.
|  |

| Демографија | Демографија | Демографија |
| Година      | Становника  | Становника  |
| ----------- | ----------- | ----------- |
| 1948.       | 884         |             |
| 1953.       | 928         |             |
| 1961.       | 906         |             |
| 1971.       | 841         |             |
| 1981.       | 812         |             |
| 1991.       | 711         | 660         |
| 2002.       | 558         | 591         |

| Етнички састав према попису из 2002.‍ | Етнички састав према попису из 2002.‍ | Етнички састав према попису из 2002.‍ | Етнички састав према попису из 2002.‍ | Етнички састав према попису из 2002.‍ |
| ------------------------------------ | ------------------------------------ | ------------------------------------ | ------------------------------------ | ------------------------------------ |
|                                      |                                      |                                      |                                      |                                      |
| Срби                                 | Срби                                 |                                      | 542                                  | 97,13%                               |
| Роми                                 | Роми                                 |                                      | 14                                   | 2,50%                                |
| Руси                                 | Руси                                 |                                      | 1                                    | 0,17%                                |
| непознато                            | непознато                            |                                      | 1                                    | 0,17%                                |

| Година пописа     | 1948. | 1953. | 1961. | 1971. | 1981. | 1991. | 2002. |
| ----------------- | ----- | ----- | ----- | ----- | ----- | ----- | ----- |
| Број домаћинстава | 167   | 176   | 200   | 206   | 211   | 193   | 191   |

| Број чланова      | 1  | 2  | 3  | 4  | 5  | 6  | 7 | 8 | 9 | 10 и више | Просек |
| ----------------- | -- | -- | -- | -- | -- | -- | - | - | - | --------- | ------ |
| Број домаћинстава | 46 | 47 | 28 | 39 | 17 | 12 | 2 | 0 | 0 | 0         | 2,88   |

| Пол    | Укупно | Неожењен/Неудата | Ожењен/Удата | Удовац/Удовица | Разведен/Разведена | Непознато |
| ------ | ------ | ---------------- | ------------ | -------------- | ------------------ | --------- |
| Мушки  | 247    | 74               | 150          | 19             | 4                  | 0         |
| Женски | 241    | 42               | 149          | 48             | 2                  | 0         |
| УКУПНО | 488    | 116              | 299          | 67             | 6                  | 0         |

| Пол    | Укупно                    | Пољопривреда, лов и шумарство | Рибарство                            | Вађење руде и камена | Прерађивачка индустрија       |
| ------ | ------------------------- | ----------------------------- | ------------------------------------ | -------------------- | ----------------------------- |
| Мушки  | 177                       | 150                           | 1                                    | 0                    | 6                             |
| Женски | 112                       | 89                            | 0                                    | 0                    | 7                             |
| УКУПНО | 289                       | 239                           | 1                                    | 0                    | 13                            |
| Пол    | Производња и снабдевање   | Грађевинарство                | Трговина                             | Хотели и ресторани   | Саобраћај, складиштење и везе |
| Мушки  | 0                         | 4                             | 4                                    | 1                    | 1                             |
| Женски | 0                         | 0                             | 5                                    | 0                    | 0                             |
| УКУПНО | 0                         | 4                             | 9                                    | 1                    | 1                             |
| Пол    | Финансијско посредовање   | Некретнине                    | Државна управа и одбрана             | Образовање           | Здравствени и социјални рад   |
| Мушки  | 0                         | 0                             | 0                                    | 1                    | 0                             |
| Женски | 0                         | 0                             | 1                                    | 0                    | 2                             |
| УКУПНО | 0                         | 0                             | 1                                    | 1                    | 2                             |
| Пол    | Остале услужне активности | Приватна домаћинства          | Екстериторијалне организације и тела | Непознато            | Непознато                     |
| Мушки  | 1                         | 0                             | 0                                    | 8                    | 8                             |
| Женски | 7                         | 0                             | 0                                    | 1                    | 1                             |
| УКУПНО | 8                         | 0                             | 0                                    | 9                    | 9                             |